# The Naked Time
"The Naked Time" é o quarto episódio da primeira temporada da série de ficção científica Star Trek, que foi ao ar em 29 de setembro de 1966 pela NBC. Foi escrito por John D. F. Black e dirigido por Marc Daniels. O episódio "The Naked Now", de Star Trek: The Next Generation, é uma sequência deste episódio.
No enredo, uma estranha infecção se espalha pela tripulação da Enterprise, destruindo suas inibições emocionais.

## Enredo
Na data estelar 1704.2, a nave estelar USS Enterprise transporta um grupo de desembarque até uma estação de pesquisa no planeta Psi 2000, um mundo à beira de se romper. O grupo encontra todos os seis cientistas mortos. As circunstâncias de suas mortes, todavia, é um mistério.
Joe Tormolen, um tripulante da Enterprise, desatento, tira sua luva e é contaminado por um estranho líquido vermelho. Quando Tormolen e Spock retornam para a nave, eles são liberados pelo Dr. McCoy. Mais tarde, entretanto,  Tormolen começa a ter uma estranha coceira e a agir irracionalmente. Ele ameaça Sulu com uma faca, depois tenta se matar. Ele é impedido e levado a enfermaria, morrendo aparentemente de feridas superficiais que ele mesmo causou. O Dr. McCoy fica aturdido, especialmente já que as feridas de Tormolen não eram graves—ele parece ter perdido a vontade de viver.
Logo, a bizarra infecção de Tormolen começa a se espalhar entre outros membros da tripulação da nave. Cada um começa a demonstrar exagerações cômicas de personalidade. McCoy não encontra nada parecido nos registros da Frota Estelar.
Enquanto a infecção se espalha, Sulu abandona seu posto na ponte e corre pelos corredores da nave, sem camisa, brandindo uma espada e desafiando qualquer um para um duelo. O navegador da nave, Tenente Revin Riley, vagueia pela Engenharia onde ele assume o controle da nave. Ele pede "duas porções de sorvete" para todos, aperta vários botões aleatoriamente, bagunça= os sistemas da nave e começa a cantar "I'll Take You Home Again, Kathleen" repetidas vezes no autofalante. A Enterprise fica fora de controle e começa a cair de órbita, sendo puxada pela gravidade de Psi 2000.
A enfermeira Chapel confessa seu amor por Spock, apesar dele rejeitá-la. Spock demonstra conturbadas emoções, começando a chorar incontrolavelmente porque ele não pode dizer a sua mãe que ele a ama. O Capitão Kirk também é afetado, primeiramente ficando romântico, depois exibindo paranóia e por fim medo de perder sua habilidade de comandar.
McCoy descobre que em Psi 2000 a água mudou para uma complexa cadeia de moléculas, que uma vez na corrente sanguínea, age como álcool, diminuindo as inibições e o autocontrole das pessoas.
Eventualmente Scotty consegue entrar na Engenharia e reassumir o controle da nave. Porém, Riley desligou os motores e Scotty diz a Kirk que ele precisará de mais tempo para religá-los. Para impedir que a nave caia no planeta, Kirk ordena o religamento total dos motores, misturando matéria e antimatéria em estado frio. Para impedir que os motores explodam, eles precisam equilibrá-los em uma "implosão controlada", porém isso nunca havia sido feito.
Apesar de o religamento ser um sucesso, ela coloca a Enterprise em dobra temporal, a fazendo voltar 71 horas no tempo (data estrelar 1702.0). McCoy eventualmente acha a cura para a infecção e cura todos os tripulantes da nave.

## Produção
"The Naked Time" iria ser originalmente um episódio em duas partes, com a parte um terminando com a Enterprise viajando até o passado. O final foi revisado para o episódio se transformar em um autonômo. O que seria a parte dois eventualmente se transformou em outro episódio autônomo, "Tomorrow Is Yesterday".
Em Star Trek: The Next Generation, no episódio "The Naked Now", a USS Enterprise (NCC-1701-D) enfrenta uma situação idêntica, onde a Dra. Beverly Crusher consegue adaptar a fórmula do Dr. Leonard McCoy para resolver a situação.

### Remasterização
O episódio foi remasterizado em 2006 indo ao ar em 30 de setembro de 2006, como parte da remasterização de 40 anos da série original. Foi precedido na semana anterior por "The Devil in the Dark" e sucedido uma semana depois por "The City on the Edge of Forever". Além da remasterização de áudio e vídeo, e das tomadas computadorizadas da Enterprise que são padrão em todas as revisões, mudanças específicas para este episódio incluem:
- O planeta Psi 2000 foi melhorado para parecer mais fotorrealista.
- A pintura da superfície do planeta agora inclui a estrutura da estação.
- Quando Scotty usa um faser para cortar uma antepara, o feixe do faser foi adicionado.
- Quando a Enterprise começa a cair na atmosfera de Psi 2000, um brilho de fogo começa a aparecer na tela principal devido a reentrada.
- O cronometro de Sulu foi alterado e corrigido.
- Os efeitos da viagem no tempo foram melhorados.

## Recepção
Zack Handlen da The A.V. Club deu ao episódio uma nota "A", notando a boa atuação do elenco e a boa construção do enredo do episódio, de mistério a perigo, tudo em volta de muito bom humor. Em 2009, "The Naked Time" foi escolhido pela IGN como o oitavo melhor episódio de toda a série, em sua lista dos "10 Episódios Mais Clássicos". George Takei já mencionou repetidas vezes que este é seu episódio favorito, até dedicando um capítulo inteiro de sua autobiografia para falar dele.